# 黒田雅史
黒田 雅史（くろだ まさし、1965年6月26日 - ）は、日本の実業家。株式会社イチネンホールディングス代表取締役社長。2002年6月までイチネンの代表取締役会長を務めた黒田悌弘は父。

## 人物
1965年大阪府大阪市生まれ。関西学院中学部・高等部を経て関西学院大学法学部卒業。
2009年（平成21年）4月 イチネンホールディングス代表取締役社長就任。本業である自動車リースや駐車場運営などで成長を進めるとともに、積極的なM&A（企業の買収・合併）を展開することで多角化経営へと業容転換を行っている。2012年には本社ビル受付に黒田の等身大パネルが設置された。
観光庁が提唱する「ポジティブ・オフ」運動に賛同し、長期休暇取得を社員にはたらきかけることで、社員が力を発揮、業務の効率化を図っている。
私生活ではさまざまな趣味を持ち、その一端が読売新聞や日刊工業新聞で紹介された。
大阪日米協会副会長、一般社団法人日本経済団体連合会 審議員。　

### 経歴
- 1988年（昭和63年）4月 - 株式会社イチネン本社（現：株式会社イチネンホールディングス）入社
- 1991年（平成 3年）3月 - 関西学院大学法学部卒業
- 1992年（平成 4年）6月 - 取締役就任
- 1996年（平成 8年）4月 - 常務取締役就任[11]
- 1999年（平成11年）2月 - 第一燃料株式会社 代表取締役社長就任（現任）
- 2000年（平成12年）6月 - 専務取締役就任[12]
- 2006年（平成18年）4月 - 取締役副社長就任 管理部門管掌[13][14]
- 2006年（平成18年）6月 - タイホー工業株式会社 （現：株式会社イチネンケミカルズ）取締役就任[15]
- 2007年（平成19年）6月 - 代表取締役副社長就任[16]
- 2008年（平成20年）10月 - 株式会　社イチネンパーキング　代表取締役会長就任[17]
- 2009年（平成21年）4月 - 代表取締役社長就任[4]